# NGC 6621
NGC 6621 je spiralna galaktika u zviježđu Zmaju. U međudjelovanju je s NGC 6622.

## Vanjske poveznice
- (engl.) SEDS: NGC 6621
- (engl.) Hartmut Frommert: Revidirani Novi opći katalog
- (engl.) Izvangalaktička baza podataka NASA-e i IPAC-a
- (engl.) Astronomska baza podataka SIMBAD
- (engl.) VizieR
- (engl.) Auke Slotegraaf: NGC 6621 Deep Sky Observer's Companion
- (engl.) Courtney Seligman: Objekti Novog općeg kataloga: NGC 6600 - 6649